# 艾達 (肯塔基州)
艾達（英語：Ida）是位於美國肯塔基州克林頓縣的一個非建制地區。

## 地理
艾達所處的海拔為高於海平面281米（即922英呎），而該地所採用的時區為UTC-6，即北美中部時區（CST）。同時該地設有夏令時間，為UTC-6調快一小時，即UTC-5（CDT）。